# Чистець лісовий
Чистець лісовий (Stachys sylvatica) — багаторічна трав'яниста, негусто-м'якоопушена рослина родини губоцвітих.

## Загальна біоморфологічна характеристика

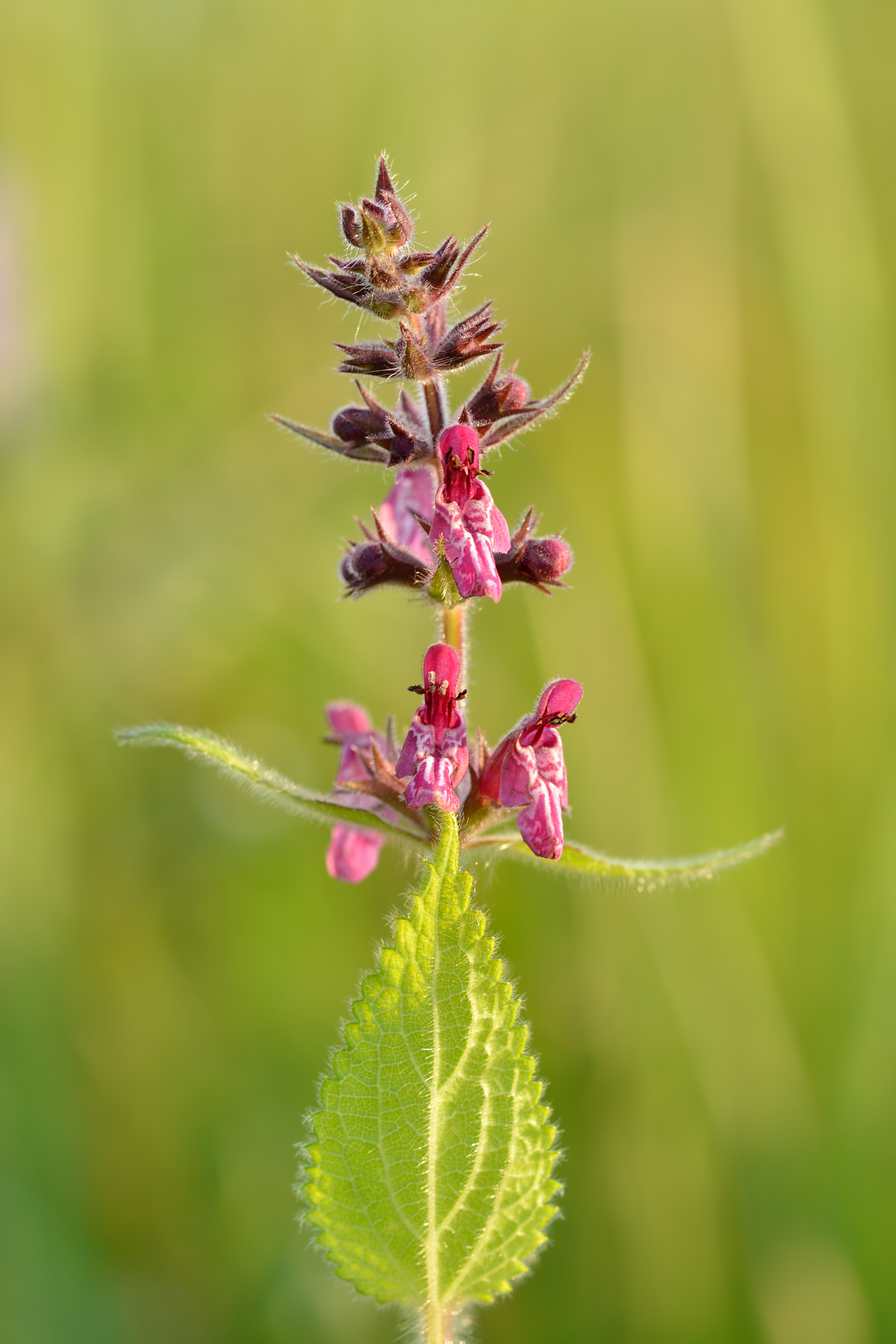

Стебло чотиригранне, прямостояче, вгорі розгалужене, 30—70 см заввишки. Листки супротивні, прості, черешкові, темно-зелені, іноді зі світлою плямою на верхньому боці, великозарубчасто-пилчасті, загострені; нижні — яйцеподібні, з серцеподібною основою, верхні- ланцетні, решта — видовженояйцеподібні. Квітки неправильні, двостатеві, у 4—6-квіткових кільцях, які утворюють довге рідке суцвіття; віночок темно-червоний, з білими плямами на нижній губі. Плід — горішок. Цвіте у червні — липні.

## Поширення
Росте в лісах, по чагарниках майже по всій території України.

## Сировина
Для медичних цілей заготовляють траву в період цвітіння рослини. Аптеки сировину не відпускають.

## Хімічний склад
Трава чистецю лісового містить дубильні речовини, ефірну олію, бетаїнові сполуки (бето-ніцин, турицин, стахідрин, триго-нелін), холін, смоли, органічні кислоти тощо.

## Фармакологічні властивості і використання
Галенові препарати чистецю лісового виявляють кровоспинну і протизапальну дію, знижують артеріальний тиск, поліпшують роботу серця, заспокоюють центральну нервову систему. Настойку трави використовують при маткових кровотечах різної етіології (атонія матки в післяпологовий період, запалення жіночої статевої сфери, розлади менструального циклу тощо), в комплексній терапії серцево-судинної недостатності, для покращення кровообігу мозку, при початковій стадії гіпертонічної хвороби.